# Kisújszállás
Kisújszállás es una ciudad húngara perteneciente al distrito de Karcag en el condado de Jász-Nagykun-Szolnok, con una población en 2012 de 11 367 habitantes.
Se conoce la existencia de la localidad desde la Edad Media. Adquirió estatus urbano en 1806, cuando el rey Francisco I le concedió mercado y ferias.
Se ubica unos 10 km al suroeste de la capital distrital Karcag.